# Baylor University Women's Volleyball
La Baylor University Women's Volleyball è la squadra pallavolo femminile appartenente alla Baylor University, con sede a Waco (Texas): milita nella Big 12 Conference della NCAA Division I.

## Storia
Il programma di pallavolo femminile della Baylor University nasce nel 1978. Margaret Wooddy è la prima allenatrice del programma, a cui seguono Judy Jenkins, Marcy Matties, Jacki Swaim, Mitch Casteel e Tom Sonnichsen; tuttavia è solo oltre vent'anni dopo, con l'arrivo di Brian Hosfeld, che le Bears si qualificano alla post-season nel 1999 e nel 2001. Negli undici anni della gestione di Jim Barnes la squadra centra due volte il torneo NCAA, spingendosi fino alle Sweet Sixteen nel 2009. 
Dal 2015 Ryan McGuyre allena le Bears: sotto la sua guida, nel 2019, la Baylor conquista il primo titolo di conference della propria storia, condiviso con la Texas, arrivando per la prima volta alla post-season come testa di serie numero 1; superata agevolmente la fase regionale, le Bears accedono così per la prima volta a una Final-4, venendo però eliminate durante le semifinali dalla Wisconsin.
Poco prima della stagione di pallavolo 2021, l'università ha annunciato che la squadra di pallavolo avrebbe rimosso la parola "Lady" dal suo soprannome, diventando semplicemente "Bears". Anche le squadre di basket e calcio femminili, le uniche altre squadre del Baylor che usavano ancora la parola "Lady" nei loro soprannomi, hanno rimosso quella parola allo stesso tempo.

## Record
| Piazzamento          |    | Edizione                                            |
| -------------------- | -- | --------------------------------------------------- |
| Tornei NCAA          | 13 | Semifinali: 1 2019                                  |
| Tornei NCAA          | 13 | Sweet Sixteen: 4 2009, 2020, 2021, 2022             |
| Tornei NCAA          | 13 | Secondo turno: 6 1999, 2016, 2017, 2018, 2023, 2024 |
| Tornei NCAA          | 13 | Primo turno: 2 2001, 2011                           |
| Titoli di conference | 1  | Big 12 Conference: 1 2019                           |

## Conference
- Southwest Conference: 1982-1995
- Big 12 Conference: 1996-

## National Player of the Year
- Yossiana Pressley (2019)

## National Coach of the Year
- Ryan McGuyre (2019)

## All-America

### First Team
- Hannah Lockin (2019)
- Yossiana Pressley (2019, 2020, 2021)
- Shelly Fanning (2019)

### Second Team
- Katie Staiger (2016)
- Shelly Fanning (2018)

## Allenatori
- Margaret Wooddy: 1978
- Judy Jenkins: 1979-1980
- Marcy Matties: 1981
- Jacki Swaim: 1982
- Mitch Casteel: 1983-1988
- Tom Sonnichsen: 1989-1995
- Brian Hosfeld: 1996-2003
- Jim Barnes: 2004-2014
- Ryan McGuyre: 2015-